# كوبا ليبرتادوريس 1963
كأس أبطال أمريكا 1963 (بالإسبانية: Copa de Campeones de América) هو الموسم الرابع من البطولة التي نظمها اتحاد أمريكا الجنوبية لكرة القدم وعُرفت لاحقًا باسم كأس ليبرتادوريس. أقيمت البطولة خلال الفترة 7 أبريل 1963 وحتى 11 سبتمبر 1963 بمشاركة 9 فرق، وفاز فيها نادي سانتوس البرازيلي.

## قائمة الهدافين
| مركز | لاعب                  | فريق         | أهداف |
| ---- | --------------------- | ------------ | ----- |
| 1    | خوسيه سانفيليبو       | بوكا جونيورز | 7     |
| 2    | بيليه                 | سانتوس       | 5     |
| 2    | ألبرتو سبنسر          | بينارول      | 5     |
| 4    | باولو فالنتيم         | بوكا جونيورز | 4     |
| 5    | كوتينيو               | سانتوس       | 3     |
| 5    | خوسيه فرانسيسكو ساسيا | بينارول      | 3     |

## النهائي
أقيم النهائي بين سانتوس وبوكا جونيورز في 4 سبتمبر و 11 سبتمبر . وكان حامل اللقب سانتوس يظهر في النهائي الثاني على التوالي فيما كان بوكا جونيورز يسعى للفوز بالبطولة للمرة الأولى.